# 皮特·迪卡西
彼得·L·「皮特」·迪卡西（英語：Peter L. "Pete" DeCoursey，1961年9月1日—2014年1月1日）是在賓夕法尼亞州著名的政治新聞記者，他曾經在賓夕法尼亞州從事政治報導近30年，並且後來長期擔任在線新聞服務國會連線局長。

## 外部連結
- Capitolwire Homepage （页面存档备份，存于）